# Danuvia

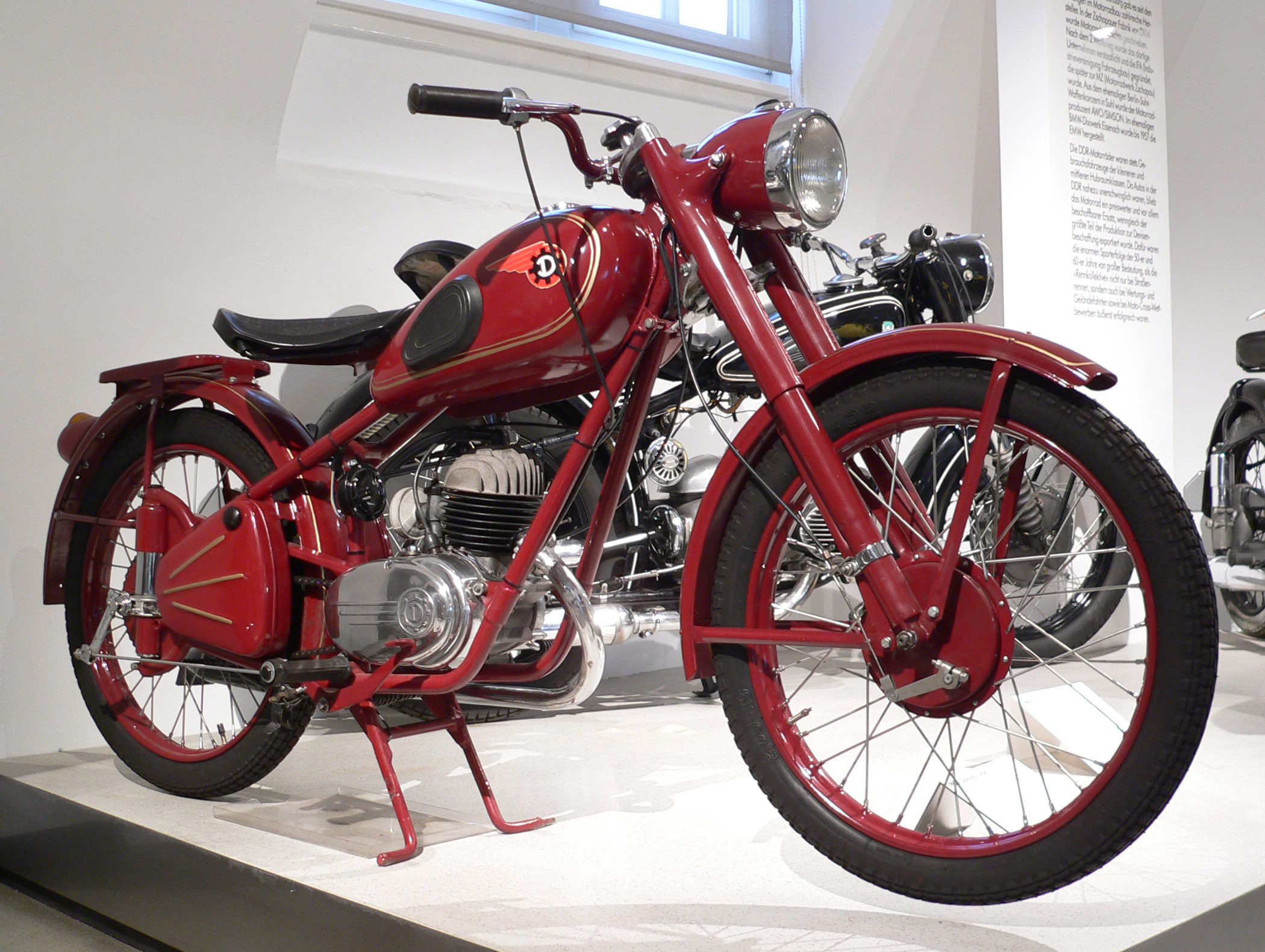
Danuvia (1956)

Danuvia ist eine ungarische Motorradmarke, die 1955–1963 vom Fahrzeughersteller Csepel in Budapest hergestellt wurde. Es handelte sich um Zweitaktmodelle mit 125–175 cm³ Hubraum.
Ursprünglich baute Csepel in Ungarn von 1932 bis in die späten 40er-Jahre selbst entwickelte Zweitaktmotoren. Später wurden Motorräder entwickelt, die in den USA unter dem Namen „White“ verkauft (eine Ableitung aus dem Namen des Firmengründers Manfred Weiss) wurden. 1949 begann die Herstellung der Motorräder in sehr großen Stückzahlen, es gab die Csepel-Maschinen mit 100, 125 und 250 cm³ Hubraum. Das zuerst angebotene Einzylinder-123 cm³-Modell leistete 6 PS (4,4 kW) bei 4.500 min−1.
Bis 1954 wurden diese Fahrzeuge unter dem Namen Csepel angeboten. Die größeren Modelle mit 250 cm³ wurden als Pannonia verkauft.
1963 wurde die Fertigung der Danuvia-Motorräder eingestellt.
Danuvia-Motorräder wurden nie nach Deutschland exportiert.

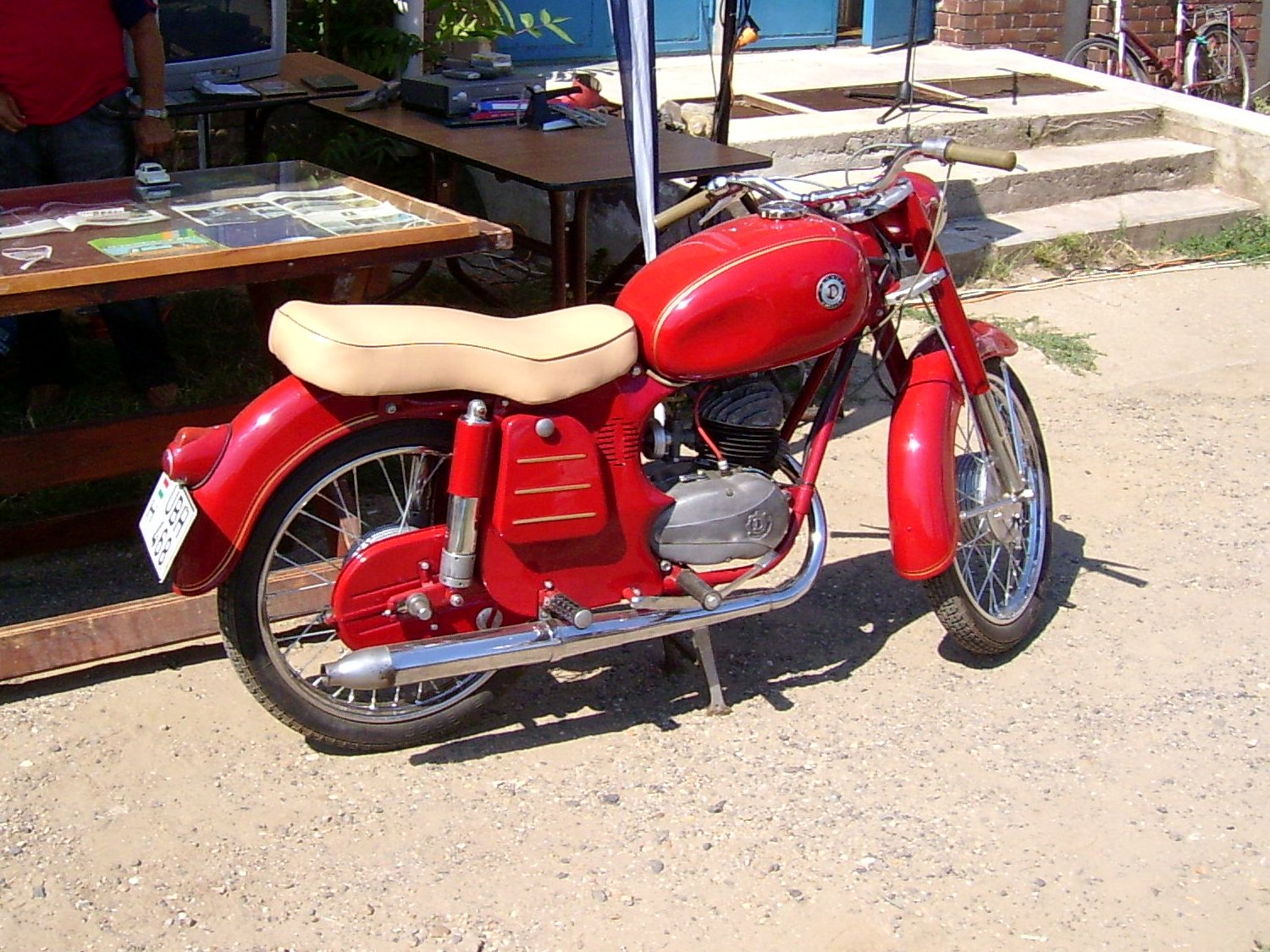
Danuvia 125-DMV in Originallackierung spätere Ausführung ab ca. 1958 bis 1963

## Technische Daten
|                       | Danuvia 125 (1963) |
| --------------------- | ------------------ |
| Hub/Bohrung           | 54/54 mm           |
| Leistung              | 6 PS bei 5200/min  |
| Gänge                 | 3                  |
| Tankinhalt            | 17 l               |
| Scheinwerferleistung  | 25/25 W            |
| Masse (trocken)       | 95 kg              |
| Höchstgeschwindigkeit | 85 km/h            |

## Quelle
- Peter Witt: Autos und Motorräder zwischen Eisenach und Moskau. 1. Auflage. Verlag Peter Kurze. Bremen (1997). ISBN 3-927485-18-7. S. 126